# Dorytomus rufatus
Dorytomus rufatus är en skalbaggsart som först beskrevs av Ernest Marie Louis Bedel 1886.  Dorytomus rufatus ingår i släktet Dorytomus, och familjen vivlar. Arten är reproducerande i Sverige.

## Bildgalleri

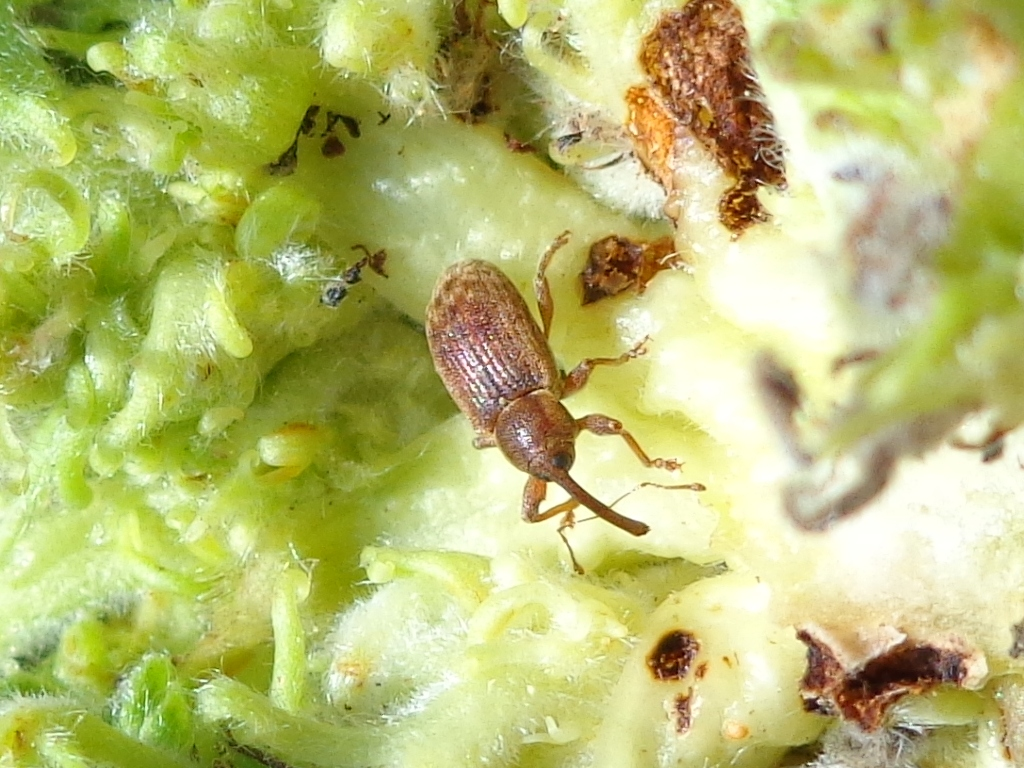